# Renata Jankowska
Renata Barbara Jankowska – polska socjolog, doktor nauk społecznych, wykładowczyni Uniwersytetu Śląskiego w Katowicach.
Członek agencji rządu francuskiego Campus France zajmujący się promocją francuskiego szkolnictwa wyższego za granicą i mobilności międzynarodowej.

## Życiorys
Ukończyła studia na Uniwersytecie Śląskim uzyskując tytuł magistra w 1998 z politologii i nauk społecznych. W 2001 roku uzyskała stopień doktora na podstawie pracy Konflikt wokół tożsamości narodowych na Cyprze. Studium z socjologii polityki napisanej pod kierunkiem prof. dr. hab. Jacka Wodza.
Do jej zainteresowań naukowych należą polityka wewnętrzna i zagraniczna Francji i Turcji, protokół dyplomatyczny i etykieta, stosunki międzynarodowe w basenie Morza Śródziemnego, integracja europejska. 
We wrześniu 2022 roku została oficerem Orderu Palm Akademickich, najstarszego, wyłącznie cywilnego odznaczenia honorowego Republiki Francuskiej.

## Działalność polityczna
Renata Jankowska brała udział w wyborach samorządowych w 2018 do rady gminy Goczałkowice-Zdrój. W wyborach nie uzyskała mandatu otrzymując 85 głosów.
Startowała w wyborach samorządowych w 2024 do rady powiatu pszczyńskiego z list KWW Ziemia Pszczyńska. Na Renatę Jankowską głosowało 201 wyborców co stanowiło 2,08% głosów, co w rezultacie nie wystarczyło do uzyskania mandatu.

## Wybrane publikacje
- Stosunki francusko-tureckie za prezydentury Nicolasa Sarkozy’ego, Jankowska R., W: W kręgu polityki zagranicznej V Republiki Francuskiej, Jankowska R. (red.), 2013, Katowice, Remar, s.71-83, ISBN 978-83-61975-33-5
- Święta Góra Athos - specyficzny region Unii Europejskiej, Jankowska R., W: Europa regionów / Jankowska R. (red.), 2009, Katowice, Rada Samorządu Studenckiego Międzynarodowej Szkoły Nauk Politycznych Uniwersytetu Śląskiego, s.49-60
- Etyczno-prawny aspekt interwencji misji pokojowej Organizacji Narodów Zjednoczonych podczas ludobójstwa w Rwandzie w 1994 roku, Jankowska Renata Barbara, W: Moralność - formy obecności / Michalska-Suchanek Mirosława, Michalik Urszula (red.), World Journal of Theoretical and Applied Sciences, 2014, nr 1, Gliwice, Gliwicka Wyższa Szkoła Przedsiębiorczości, s.135-147, ISBN 978-83-61401-96-4.

## Życie prywatne
Zamężna, mieszka w Goczałkowicach-Zdroju